# Mundopa balteata
Mundopa balteata är en insektsart som beskrevs av William Lucas Distant 1911. Mundopa balteata ingår i släktet Mundopa och familjen kilstritar.
Artens utbredningsområde är Sri Lanka. Inga underarter finns listade i Catalogue of Life.